# Colosseo

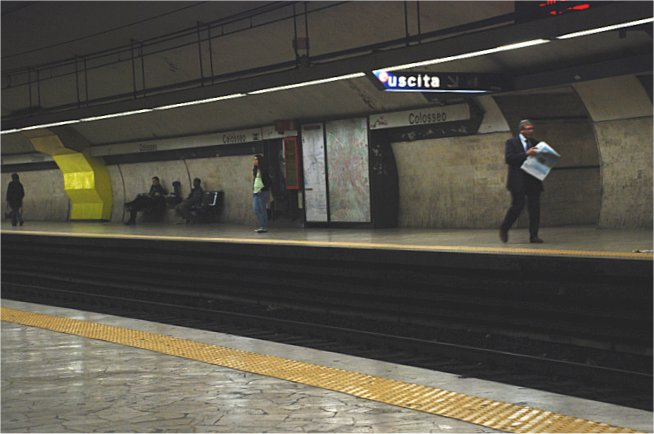
Stacja Colosseo

Colosseo – linii B metra rzymskiego. Stacja została otwarta w 1955. Znajduje się w pobliżu Koloseum. Poprzednim przystankiem jest Cavour, a następnym Circo Massimo.